# Mya (zoologia)
Mya è un genere di vongole di acqua salata, molluschi bivalvi marini della famiglia Myidae. Sono diffusi e abbondanti nelle acque del nord. Comunemente conosciute come vongole di Ipswich o vongole normali, vengono abitualmente utilizzate come fonte di cibo per l'uomo. I più antichi rappresentanti fossili del genere risalgono all'Oligocene.

## Specie
Le specie del genere Mya includono:
- Mya arenaria Linnaeus, 1758
- Mya baxteri Coan & Scott, 1997
- Mya eideri Hopner Petersen, 1999
- Mya neoovata Hopner Petersen, 1999
- Mya neouddevallensis Hopner Petersen, 1999
- Mya pseudoarenaria Schlesch, 1931
- Mya truncata Linnaeus, 1758

## Distribuzione geografica e habitat
Il genere Mya è limitato alle acque temperate artiche e fredde dell'emisfero settentrionale.  Le Tire vivono per lo più profonde sepolte in sedimenti fangosi-sabbiosi dalle maree a circa 75 metri di acqua.